# Ugerevyen Danmark 15-16-17-18
|  | Denne artikel er oprettet af botten Steenthbot ud fra en ekstern database. Den kan derfor have sproglige fejl eller mangler. Denne skabelon kan fjernes efter kontrol af indholdet. |

Ugerevyen Danmark 15-16-17-18 er en dansk dokumentarisk optagelse fra 1917.

## Handling
1) Løveunger i Zoologisk Have. Direktør Waldemar Dreyer med en af løveungerne. 2) Kendte ansigter: "Er det løgn, hvad jeg siger?" (Krølle Charles). 3) Det ny kommunale folkekøkken i Møllegade. Det første læs middagsmad fra det nye køkken. 4) Ved Helsingør havn 22. november 1917. Damperen "Imperator" ankommer med russiske krigsfanger, som køres i hestevogn til Horserødlejren. 5) Med damplokomotiv fra Hovedbanegården til Østerbro station. Østbanegården (Østerport station). Ministre og rigsdagsmænd beser Boulevardbanen den 27. november 1917. 6) Et besøg i Horserødlejren. Nylig ankomne fanger efter deres første måltid på dansk grund. 7) Russiske krigsfanger går i land fra skib. 8) Fra det kommunale Folkekøkken i Møllegade: Kødet udskæres og hakkes. Kartoflerne vaskes og skrælles. Kartoflerne efterskylles i hånden. Kartoflerne dampkoges. Dampgryderne. Spisesalen. 9) Juletræer ankommer til København. 10) Juletræ rejses på Rådhuspladsen. Trafikmestervagten og Dagmarteatret ses i baggrunden. 11) En tur gennem Østre Elektricitetsværk I: Kedelanlægget med 13 kedler, som leverer damp til i alt 20.000 hestekraft. Kul vejes og fyldes på de automatiske fyrapparater. Maskinhallen med 4 stk. 3 cylinder-dampturbiner, der driver jævnstrømsdynamoer og 3 stk. dampturbiner, der driver vekselstrømsdynamoer. En af de 1000 hestes dampmaskine med dynamo, der kan levere strøm til 30.000 stk. 16 lys lamper. Tavlen, hvorfra strømmen fordeles til sporvejene. 12) Kendte københavnere: En tryllekunstner. 13) En tur gennem Østre Elektricitetsværk II: Dampturbiner til vekselstrømsdynamoer laver i alt 13.500 hestekraft. Kan levere strøm til ca. 1/2 million 16 lys lamper. Tavle, hvorfra vekselstrømsmaskinerne passes og reguleres og hvorfra kablerne med 3 x 6000 volts spænding føres til Sundby, Valby og Brønshøj mv. De automatiske olieafbrydere for vekseltrømsafdelingen - de strømførende dele har 6000 volts spænding. Kabelgangen, der går helt ud under Trianglen, hvor kablerne fordeles ud under gaderne. 14) Stranding. Et skib ligger havareret ved Lemvig. Forsøg på at hjælpe det strandede skib. 15) Lemvig gadebilleder - en stork på spadseretur i byen.